# Радуей
Радуей (на английски: Radway) е село в Централна Англия, графство Уорикшър. Намира се на 40 km на север от Оксфорд и на 50 km югоизточно от Бирмингам. Населението му е 250 жители (по приблизителна оценка от юни 2017 г.).
Известно е със състоялата се край него битка при Еджхил, един от първите сблъсъци през Английската гражданска война.
В Радуей умира историкът Стивън Рънсиман (1903 – 2000).